# 西藏箭竹
西藏箭竹（学名：Fargesia setosa）为禾本科箭竹属下的一个种。

## 扩展阅读
- 維基物種上的相關：西藏箭竹